# Ronaldo Giovanelli
Ronaldo Soares Giovanelli (ur. 20 listopada 1967 w São Paulo) – piłkarz brazylijski, występujący na pozycji bramkarza.

## Kariera klubowa
Karierę piłkarską Ronaldo Giovanelli zaczął w klubie Corinthians Paulista w 1986 roku i pozostał mu wierny do 1998. Z Corinthians zdobył mistrzostwo Brazylii 1990, Puchar Brazylii 1995 oraz trzykrotnie zdobył mistrzostwo Stanu São Paulo – Campeonato Paulista w 1988, 1995 i 1997 roku. Po z Cornithians Ronaldo Giovanelli grał krótko w wielu klubach, na dłużej zatrzymując się w Gamie. Ostatecznie karierę zakończył w 2004 roku w AA Portuguesa.

## Kariera reprezentacyjna
Ronaldo Giovanelli był w kadrze canarinhos na Copa América 1991, gdzie był rezerwowym. W reprezentacji Brazylii zadebiutował 17 listopada 1993 w przegranym 1-2 meczu z reprezentacją Niemiec, rozegranym w Kolonii. Był to jego jedyny występ w zespole narodowym.